# Alexis Wilkinson
Alexis Wilkinson (née en 1992) est une écrivaine et scénariste américaine, qui doit sa notoriété au fait d'avoir été la première femme afro-américaine à présider le Harvard Lampoon, un périodique humoristique et sarcastique fondé par sept étudiants américains de l'université Harvard.

## Enfance
Alexis Wilkinson a grandi à Wheaton dans le comté de DuPage, dans l'Illinois, et à Milwaukee dans le Wisconsin. Sa mère était ingénieure en informatique et son père est décédé des suites d'un cancer du côlon alors qu'elle était enfant.

## Études
Elle a obtenu son diplôme d'études secondaires au Nicolet High School (en). Nicolet High School est la seule école secondaire publique située à Glendale, dans le Wisconsin. Son diplôme en poche, Alexis Wilkinson a fréquenté le Harvard College où elle a étudié l'économie. Parallèlement à ses études, elle a montré des aptitudes pour l'écriture notamment dans la rédaction de scénarios pour la télévision. Alexis Wilkinson a ainsi rejoint le personnel de la rédaction du Harvard Lampoon, à titre d'étudiante lors de sa première année universitaire. Elle a ensuite été élue présidente de la publication, ce fut la première femme afro-américaine à occuper ce poste.

## Carrière
À la fin de ses études, Alexis Wilkinson a adressé des copies de ses œuvres aux anciens élèves de Harvard, membres du conseil d'administration du Harvard Lampoon, et leur a demandé des offres d'emploi. Le producteur exécutif et show runner de Veep et ancien producteur exécutif et directeur de Curb Your Enthusiasm, David Mandel (en) en fut un destinataire, il a engagé Wilkinson dans l'équipe de rédaction. Elle fut la seule personne de couleur à être intégrée dans le comité de rédaction. Alexis Wilkinson a été rédactrice de Veep, une série télévisée américaine en 65 épisodes d'environ minutes créée par Armando Iannucci,  ainsi que de la série télévisée américaine Brooklyn Nine-Nine créée par Dan Goor et Michael Schur, et elle contribue également au New Yorker,. 
Alexis Wilkinson a quitté Veep pour rejoindre l'équipe de rédaction de Brooklyn Nine-Nine en 2016,. Elle a quitté la télévision pour écrire son premier livre, qui fut édité en mai 2019. 
Alexis Wilkinson  est aussi consultée lors de campagnes publicitaires. 
Elle a été nommée pour deux prix de la Writers Guild of America.